# Per Gustaf von Heideken

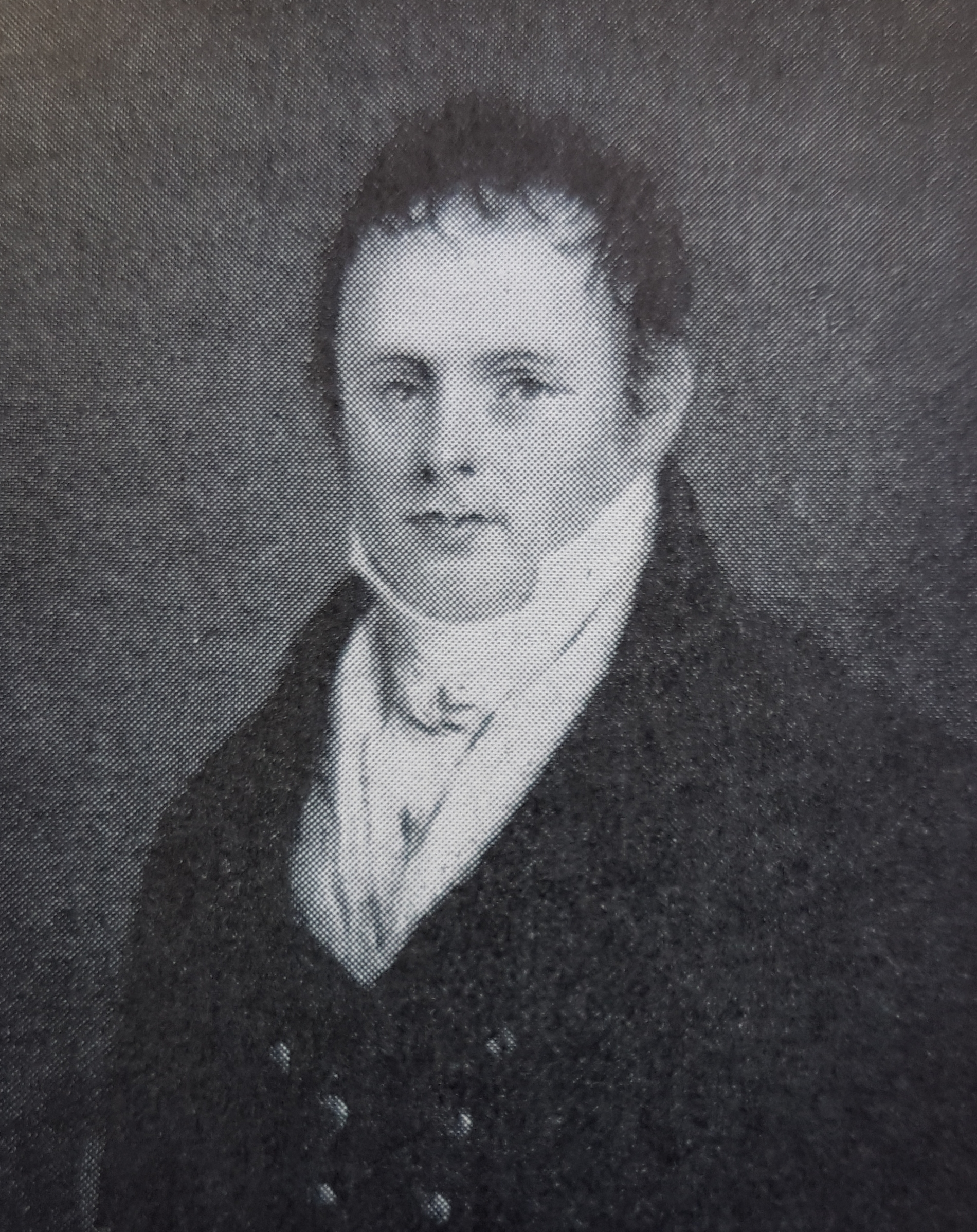

Per Gustaf von Heideken, född 1781, död 1864, var en svensk målare.
Heideken blev agré vid Konstakademin 1814 och ledamot 1831. Han målade efter Carl Johan Fahlcrantz mönster mörkstämda landskapstavlor, ofta manierade i koloriten. För dåvarande Kungliga museet utförde Heideken en hel del tavelrestaureringar. Heideken finns representerad vid Nationalmuseum i Stockholm, Norrköpings konstmuseum  och Göteborgs konstmuseum.